# 小林花南
小林 花南（こばやし かなみ、2004年10月1日 - ）は日本の元ファッションモデル。東京都出身。元インセント所属。
2017年の「第21回ニコラモデルオーディション」でグランプリを受賞。同年9月より、ファッション雑誌「nicola」（ニコラ）の専属モデル。

## 人物

### 家族構成
- 姉、当人、弟の三兄弟。
- 過去にブレンドという犬を飼っていたが小林のアレルギーにより飼えなくなった。(nicola 2020年06月号)

### 好きなブランド・ファッション
- 好きかつ得意なのは韓国ファッション。
- 好きなブランドはピンクラテ、NADIA、stylennanda、&lottie、Romantic Standerd、(me)、one spo[4]。

### 特技
- 手の関節がとても柔らかい、K-POPダンスの完コピ、メイク[4]。

## 出演

### 雑誌
- nicola（新潮社、2017年～2021年） - 2017年9月発売の10月号より専属モデル[4]
- 教材総合カタログ 「すくラボ」 2018年6月5日～
- AbemaTV 「採れたて！フレッシャーズ」 2019年3月6日